# Monte Capezzone
Il monte Capezzone (in titzschu Jungebärg)  è una montagna di 2.421 m s.l.m. del Piemonte. Si trova nelle Alpi Pennine e rappresenta la vetta più alta della Valle Strona.

## Collocazione
La cresta che culmina con il monte Capezzone e corona la testata della valle Strona, è composta da quattro cime susseguenti da sud: cima Altemberg 2.395 m, cima Lago 2.401 m, cima Capezzone 2.421m, Ronda 2.416 m. Dal monte Capezzone nascono tre torrenti che danno vita alle omonime valli: a ovest, dal laghetto del Capezzone 2100 m nasce lo Strona, a nord sgorga il torrente Segnara entrambi in provincia del Verbano-Cusio-Ossola, a est il torrente Bise Rosso si getta nel vallone di Rimella in Valsesia provincia di Vercelli.

## Caratteristiche ambientali

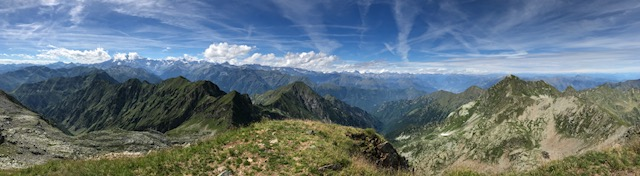
Panorama dalla cima

L'alta valle Strona, sopra il paese di origine walser di Campello Monti, è stata riconosciuta sito di interesse comunitario SIC 
denominato "Campello Monti" (IT1140003), un'area molto più vasta e che comprende il Monte Capezzone è stata designata zona di protezione speciale "Alta Val Strona e Val Segnara" (IT1140020), il vallone di Rimella fa invece parte del Parco naturale dell'Alta Val Sesia e dell'Alta Val Strona.
Pur essendo tutta la zona ritenuta di alto valore naturalistico, viene segnalata la perdita di biodiversità a causa dell'abbandono delle attività zootecniche tradizionali che provoca la scomparsa degli ambienti prativi sostituiti da cespuglieti e boschi. Nonostante i pascoli presenti siano in regresso, impervi e non serviti da strade e comodità, vi sono ancora diversi pastori con le loro mandrie che praticano l'alpeggio estivo all'alpe Capezzone 1845 m.

## Geologia
Alle pendici del Capezzone indagini geologiche hanno rilevato la presenza di mineralizzazioni aurifere contenute in litotipi scistosi.

## Accesso alla cima
La cima del Capezzone può essere raggiunta partendo da Campello Monti e raggiungendo per sentiero prima il bivacco Abele Traglio, sul lago di Capezzone, e poi di qui il colle della Crocetta, da dove svoltando a destra per tracce di sentiero segnalate da bolli di vernice si perviene alla croce di vetta..
Il Colle Crocetta può anche essere raggiunto da Rimella

## Punti d'appoggio
Presso il laghetto del Capezzone vi è il bivacco Abele Traglio incustodito, mentre a Campello Monti vi è il posto tappa GTA, con apertura estiva.